# Thecocarcelia aureipollinosa
Thecocarcelia aureipollinosa là một loài ruồi trong họ Tachinidae.